# Josep Romaguera

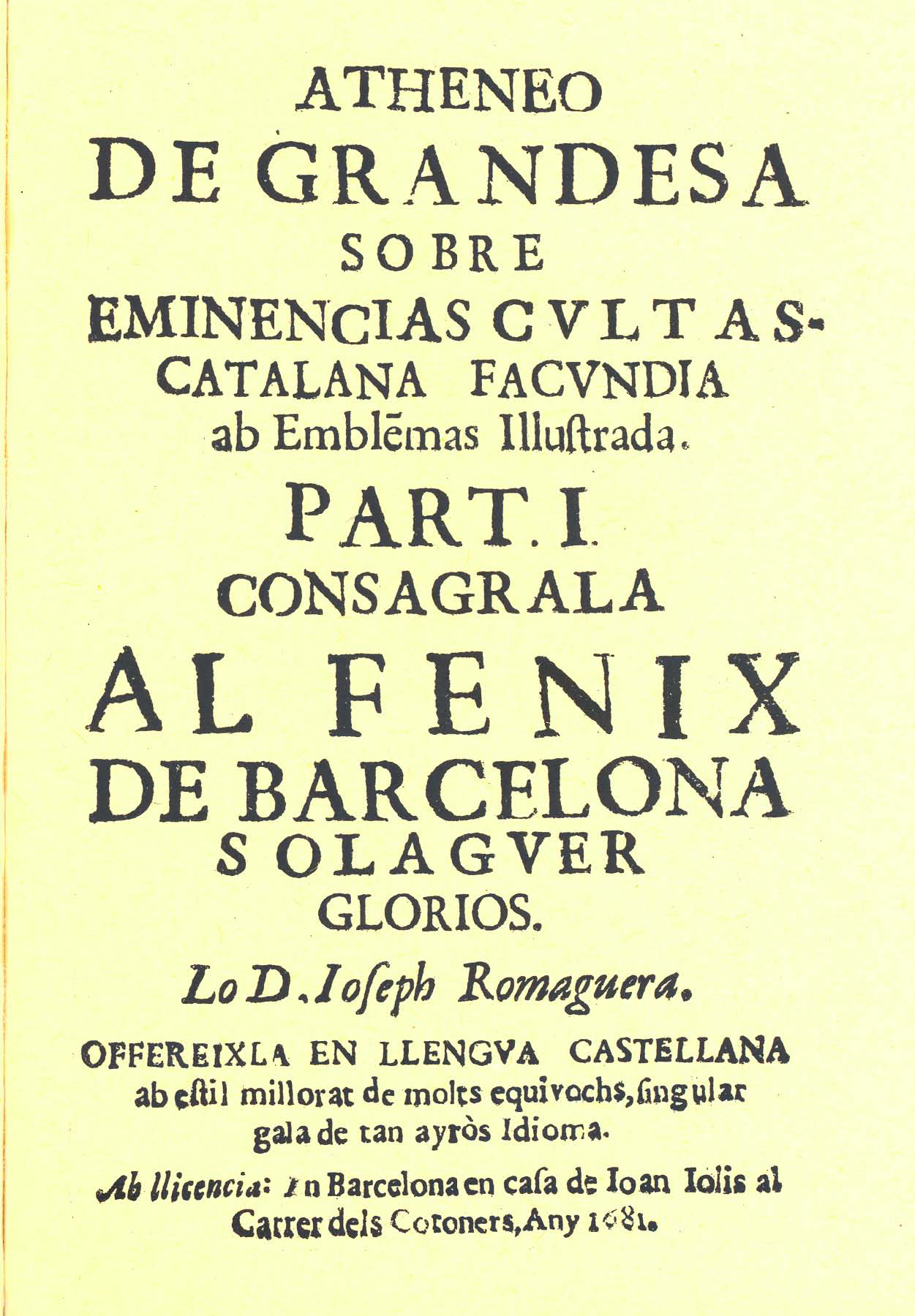
Facsímil de la pàgina del títol del llibre de Josep Romaguera "Atheneo de Grandesa"

Josep Romaguera (1642-1723) és l'autor de l'únic llibre d'emblemes en català, l'Atheneo de grandesa. Les seves altres obres consten de diversos sermons en castellà i alguns plecs solts poètics; les altres obres (com la segona i tercera part de l'Atheneo) s'han perdut. L'estil de la seva obra és típic del barroc.
Romaguera naix a Barcelona durant la Guerra dels Segadors l'any 1642 i viu fins a 1723, segons el seu epitafi publicat pel mercedari i historiador Pere Serra i Postius. No en tenim cap notícia fins a 1661 quan comença la seva carrera eclesiàstica i rep el seu primer benefici. Va formar part del Sant Ofici i va ser professor de llei canònica a la Universitat de Barcelona. Segons l'epitafi de Serra i Postius, Romaguera va ser un predicador famós i va representar l'Església a les Corts Catalanes convocades per Felip V a 1701-1702. Per a Postius, Romaguera va ser un individu singular, «uno de los Varones más insignes, que en Letras, Prudencia y Govierno a la fin del passado Siglo y principio del presente, ha tenido Catalunya» (f.104r).
Romaguera va ser defensor del català i al «Pròleg al lector» de l'Atheneo reivindica l'ús del català com llengua literària, afirmant que el seu llibre és un intent de «dar un aliento a las plomas catalanas.» (s.n.) A més a més, es queixa de l'estat del català del temps: 
| « | "Totas las nacions anellan en embellir sa llengua, y en propagarla, perquè es credit de sos ingenis, gosar Alumnos de sa facundia los alienigenos curiosos; pero la paciò, que en las demes se estrema en la alaba[n]ça, en la nostra inadvertidament se precipita al despreci, ab impaciencia de quants ò adverteixan." (i-ii [s.n.]) | » |